# Bernhard Schmid (Baumeister)
Bernhard Schmid (* 26. September 1872 in Bernburg; † 11. Februar 1947 in Husum) war ein deutscher Architekt und Denkmalpfleger.

## Leben
Bernhard Schmid besuchte das Gymnasiums in Kołberg und studierte anschließend an der Technischen Hochschule Charlottenburg Hochbau. Er trat in den preußischen Baudienst. Als Regierungsbauführer widmete er sich in Koblenz der rheinischen Baukunst. 1897 kam er nach Marienburg. Aus der Laufbahn des Regierungsbaufachs hervorgegangen, hatte Schmid zuletzt den Rang eines Oberbaurates. Wohl schon als Regierungsbauführer in Marienburg (1895) machte er sich die Erhaltung und den Aufbau der Marienburg zur Lebensaufgabe. Seit 1900 lebte er dauernd in Marienburg. Nachdem er längst zum Provinzialkonservator der Provinzen Ostpreußen und Westpreußen ernannt worden war, trug er ab 1922 den Titel „Baumeister der Marienburg“. Über seine Tätigkeit an der Burg berichtete er in den Schriften der Königsberger Gelehrten Gesellschaft. Bei der Königsberger Kant-Feier (1924) wurde er neben Oscar Almgren und Agnes Miegel Ehrendoktor der Albertus-Universität Königsberg.

## Ehrungen
- Dr. phil. h. c. der Universität Königsberg (1924)
- Johann-Gottfried-von-Herder-Preis (1941)
- Honorarprofessor der Philosophischen Fakultät der Universität Königsberg (1942)
- Goethe-Medaille für Kunst und Wissenschaft (1942)

## Schriften (Auswahl)
- Die Bau- und Kunstdenkmäler Pomesaniens – 3. Kreis Stuhm (= Die Bau- und Kunstdenkmäler der Provinz Westpreussen, Band 13), Danzig 1909, S. 365–368 (Google Books).
- Die Bau – und Kunstdenkmäler des Kreises Marienburg in Westpreußen (= Die Bau- und Kunstdenkmäler der Provinz Westpreußen 14). Danzig 1919 (bibliotekaelblaska.pl).
- Die Burgen des deutschen Ritterordens in Kurland. In: Zeitschrift für Bauwesen. Nr. 7, 1921, S. 199–238 (zlb.de).
- Die Marienburg. Ihre Baugeschichte. Aus dem Nachlass herausgegeben, ergänzt und mit Abbildungen versehen von Karl Hauke. Holzner, Würzburg 1955.